# Halictus maculatus
Halictus maculatus är en biart som beskrevs av Smith 1848. Halictus maculatus ingår i släktet bandbin, och familjen vägbin. Arten har åtminstone två underarter, H. m. maculatus och H. m. priesneri. Den finns sparsamt i Finland, men saknas ännu i Sverige.

## Beskrivning
Kroppen har glänsande, svart grundfärg med grå päls på huvudet samt på mellankroppens sidor och undersida. Bakkroppen har släktets karakteristiska, ljusa hårband i slutet på tergiternas sidor, för honan tergit 1 till 4. Huvudet har kraftigt upphöjd clypeus och panna, något som ger huvudet ett knubbigt utseende. Biet är litet, med en kroppslängd på 7 till 8 mm.

## Ekologi
Halictus maculatus förekommer i habitat som buskmarker, torra gräsmarker, gärna på kalkgrund, samt ruderat (outnyttjad "skräpmark"). I södra delarna av utbredningsområdet håller arten gärna till i bergen. Arten är polylektisk, den hämtar pollen från flera växtfamiljer, som korgblommiga växter, flockblommiga växter, korsblommiga växter, klockväxter, ärtväxter, liljeväxter, rosväxter, ranunkelväxter och videväxter. Flygperioden varar från maj till september för honan, juli till september för hanen.

### Fortplantning
På våren efter övervintringen gräver den parade honan ut ett bo i marken i form av en 20 till 30 cm lång, lodrätt gång från vilken larvcellerna utgår. Arten är primitivt eusocial; den första kullen producerar infertila honor som tjänar som arbetare. Nästa kull utgörs av könsdjur. Typiskt för arten är att boets ingångsrör är mycket smalt, så att honan precis ryms i den. Detta som en anpassning till att hon vaktar boet sittande i boöppningen. Kring boöppningen finns en liten kulle av jord, som slutes till om natten. Bona anläggs ofta i kolonier med över 100 bon.

## Utbredning
Utbredningsområdet omfattar europeiska fastlandet från Iberiska halvön till Finland, och österut till Västasien, söderut till Israel. Åtminstone två underarter är kända: Halictus maculatus maculatus, som förekommer från Portugal i väst till Kaspiska havet i öst, och från Sicilien i söder till Finland i norr, samt Halictus maculatus priesneri, som förekommer från Turkiet söderut via Iran, Armenien och Azerbajdzjan till Israel. Arten är vanlig i stora delar av Västeuropa, och klassificerad som livskraftig (LC) av IUCN. I Finland är dock arten klassificerad som sårbar ("VU").
I Finland har ett tjugotal fynd gjorts, de flesta i Södra Savolax, fyra i Södra Karelen, ett i Norra Karelen samt tre i Nyland varav ett i Helsingfors. I Sverige saknas arten helt, men då den finns sällsynt både i Danmark och Finland, är kommande svenska observationer inte osannolika.